# ライナー・クニツィア
ライナー・クニツィア（ドイツ語: Reiner Knizia 1957年11月16日-）はドイツのボードゲームデザイナーである。ドイツバイエルン州イッラーティッセン出身。クニツィーア表記の場合もある。

## 少年期と教育
初めてゲームを作ったのは8歳の時である。シラキュース大学（アメリカ）で修士課程修了。ウルム大学（ドイツ）で数学博士号を取得。

## 経歴
クニツィアは1997年に働いていた銀行を退職し、本格的にボードゲームデザイナーとして活動を始めた。1993年からイングランドに住んでいる。
これまでに600以上のゲームを製作しており、4度のドイツゲーム大賞、ドイツ年間ゲーム大賞、その他多数の国際賞を受賞している。ドイツ年間ゲーム大賞にはノミネートされるものの長らく大賞を逃していたが、2008年に『ケルト』で初の栄冠を手にした。クニツィアの作品で最も売れたゲームはJ.R.R.トールキンの小説を原作とする『指輪物語』であり、17の言語版と100万部以上の売り上げがある。ダイスゲーム『Pickomino』はおよそ100万部、『ケルト』は60万部以上の売り上げがある。『インジーニアス』は20以上の言語版が発売されている。
競りを用いたゲームで高い評価を得ている。安田均はドイツゲームに競りゲームが多くみられるのはクニツィアの影響だろうとし、特に『ラー』を競りゲームの集大成であると評価している。

## 製作したゲーム

### 代表作
- 『モダンアート』 - Modern Art (1993年)
- 『チグリス・ユーフラテス』 - Euphrat & Tigris (1998年)
- 『砂漠を越えて』 - Durch die Wüste (1998年)
- 『ラー』 - Ra (1999年)
- 『サムライ』 - Samurai (1999年)
- 『ロストシティ』 - Lost Cities (1999年)
- 『タージマハル』 - Tadsch Mahal (2000年)
- 『指輪物語ボードゲーム』 - Der Herr der Ringe (2001年)
- 『アメン・ラー』 - Amun-Re (2003年)
- 『ヘックメック』 - Heckmeck am Bratwurmeck (2005年)
- 『ケルト』 - Keltis (2008年)

### 受賞作

#### ドイツ年間ゲーム大賞 (Spiel des Jahres)
- 1992年 『クオバディス』 - Quo vadis: ノミネート
- 1993年 『ツタンカーメン』 - Tutanchamun: ノミネート
- 1993年 『モダンアート』 - Modern Art: ノミネート
- 1995年 『メディチ』 - Medici: ノミネート
- 1998年 『砂漠を越えて』 - Durch die Wüste: ノミネート
- 1998年 『マネー』 - Money: ノミネート
- 1998年 『チグリス・ユーフラテス』 - Euphrat & Tigris: ノミネート
- 2000年 『タージマハル』 - Tadsch Mahal: ノミネート
- 2001年 『指輪物語ボードゲーム』 - Der Herr der Ringe: 文学特別賞
- 2001年 『ロイヤルターフ』 - Royal Turf: ノミネート
- 2002年 『指輪物語―旅の仲間』 - Der Herr der Ringe: Die Gefährten – Das Kartenspiel: ノミネート
- 2003年 『アメン・ラー』 - Amun-Re: ノミネート
- 2004年 『インジーニアス（頭脳絶好調）』 - Einfach Genial: ノミネート
- 2004年 『カルカソンヌ：ディ・ブルグ』 - Carcassonne – Die Burg: 推薦リスト
- 2006年 『ブルームーンシティ』 - Blue Moon City: ノミネート
- 2008年 『ケルト』 - Keltis: 大賞受賞
- 2008年 『ペンギンパーティー』 - Pingu-Party: 推薦リスト

#### ドイツ年間キッズゲーム大賞 (Kinderspiel des Jahres)
- 2004年 『ドラゴンの宝』 - Schatz der Drachen: ノミネート
- 2005年 『マゴ・マギーノ』 - Mago Magino: ノミネート
- 2005年 『カメのかけっこ』 - Schildkrötenrennen: ノミネート
- 2005年 『しみつきモンスター』 - Fleckenmonster: 推薦リスト
- 2007年 『小さなアナグマの話』 - Der kleine Sprechdachs: 推薦リスト
- 2008年 『誰だったでしょう?』 - Wer war's: 大賞受賞
- 2008年 『カントリーライフ』 - Alles Tomate: 推薦リスト
- 2015年 『ムムム！』 - Mmm!: ノミネート

#### ドイツゲーム大賞 (Deutscher Spiele Preis)
- 1990年 『ゴールドラッシュ』 - Goldrausch: 5位
- 1992年 『クオバディス』 - Quo Vadis: 3位
- 1993年 『モダンアート』 - Modern Art: 1位
- 1993年 『ツタンカーメン』 - Tutanchamun: 2位
- 1995年 『市場のお店』 - Auf Heller und Pfennig: 7位
- 1995年 『メディチ』 - Medici: 5位
- 1995年 『ハイソサエティー』 - High Society: 10位
- 1998年 『チグリス・ユーフラテス』 - Euphrat & Tigris: 1位
- 1998年 『砂漠を越えて』 - Durch die Wüste: 4位
- 1999年 『ラー』 - Ra: 2位
- 1999年 『サムライ』 - Samurai: 4位
- 2000年 『タージマハル』 - Tadsch Mahal: 1位
- 2003年 『アメン・ラー』 - Amun-Re: 1位
- 2004年 『インジーニアス（頭脳絶好調）』 - Einfach Genial: 5位
- 2006年 『ブルームーンシティ』 - Blue Moon City: 4位
- 2008年 『ケルト』 - Keltis: 8位

#### オーストリアゲーム賞 (Spiel der Spiele)大賞受賞作
- 2003年 『アーサー王』 - King Arthur
- 2004年 『インジーニアス（頭脳絶好調）』 - Einfach Genial
- 2006年 『冒険者の谷』 - Tal der Abenteuer
- 2009年 『ラムセス王のピラミッド』 - Ramses Pyramid
- 2015年 『ムムム！』 - Mmm!

### スマホアプリ化された作品
- 『チグリス・ユーフラテス』（iOS）
- 『メディチ』（iOS）
- 『ラー』（iOS）
- 『Yoku-Gami』（iOS）
- 『Dice Monsters』（iOS）